# Компромікс (мультфільм)
«Компромікс» — український анімаційний фільм 2002 року студії Укранімафільм, режисер — Євген Сивокінь.

## Сюжет
Коли на чорному тлі з'являються плями білого кольору, що символізують світло і вогонь, починається битва двох начал, традиційно представлених протилежними кольорами. Їх двобій наповнений химерними малюнками та візерунками, а музичний супровід допомагає чіткіше вловити наростаючу тривогу. Але, можливо, вони обидва не зможуть взяти верх один над одним, тому прийшов час компромісу?

## Над фільмом працювали
- Автор сценарію, режисер, художник-постановник та аніматор: Євген Сивокінь;
- Композитор: Вадим Храпачов;
- Кінооператор: Сергій Максимович;
- Звукооператор: Вадим Пашкевич;
- Асистенти: Людмила Скройбіж, Ольга Раєнок;
- Редактор: Світлана Куценко;
- Монтаж: Юна Срібницька;
- Директор знімальної групи: В'ячеслав Кілінський.

## Нагороди і відзнаки
- «Крок», 2003 — Приз дирекції фестивалю[2]